# Rapsodia d'amore (film 1947)
Rapsodia d'amore (Rêves d'amour) è un film del 1947 diretto da Christian Stengel.

## Produzione
Il film fu prodotto dalla Pathé.

## Distribuzione
Distribuito dalla Pathé, il film uscì nelle sale cinematografiche francesi il 29 gennaio 1947.